# Schistocerca gregaria
Châu chấu sa mạc (tên khoa học Schistocerca gregaria) làm một loài châu chấu thuộc Phân bộ châu chấu, là loài phá hoại sản xuất nông nghiệp ở châu Phi, Trung Đông, châu Á trong nhiều thế kỷ. Cuộc sống của ít nhất 10% dân số loài người có thể bị ảnh hưởng của loài này. Chúng bay thành đàn lớn với khoảng cách xa. Chúng có hai đến năm lứa mỗi năm.